# Pruneocoris stonedahli
Pruneocoris stonedahli är en insektsart som beskrevs av Schuh och Schwartz 2004. Pruneocoris stonedahli ingår i släktet Pruneocoris och familjen ängsskinnbaggar. Inga underarter finns listade i Catalogue of Life.